# Lauterbach (Turyngia)
Lauterbach – miejscowość i gmina w Niemczech, w kraju związkowym Turyngia, w powiecie Wartburg, wchodzi w skład wspólnoty administracyjnej Hainich-Werratal.